# Arne Senstad
Arne Senstad (født 8. august 1969) er en norsk tidligere håndboldspiller og nuværende håndboldtræner. Han har siden august 2019 været landstræner for Polens kvindehåndboldlandshold.